# Jan Kristiansen (Eisschnellläufer)
Jan Harald Kristiansen (* 22. Mai 1934 in Oslo; † 1. November 2023) war ein norwegischer Eisschnellläufer.
Kristiansen, der für den Oslo IL startete, nahm von 1948 bis 1964 meist an nationalen Rennen und von 1954 bis 1957 an internationalen Wettbewerben teil. Dabei errang er im Januar 1956 bei seiner einzigen Teilnahme an Olympischen Winterspielen den 16. Platz über 1500 m. In der Saison 1956/57 belegte er bei der Mehrkampfeuropameisterschaft 1957 in Oslo und bei der Mehrkampfweltmeisterschaft 1957 in Östersund jeweils den achten Platz im Großen Vierkampf. Seine beste Platzierung bei norwegischen Mehrkampfmeisterschaften erreichte er im Jahr 1954 mit dem vierten Platz.

## Persönliche Bestleistungen
| Disziplin | Zeit        | Datum            | Ort         |
| --------- | ----------- | ---------------- | ----------- |
| 500 m     | 44,1 s      | 16. Februar 1957 | Östersund   |
| 1000 m    | 1:31,4 min  | 2. Februar 1954  | Davos       |
| 1500 m    | 2:13,7 min  | 30. Januar 1956  | Misurinasee |
| 3000 m    | 4:47,7 min  | 20. Februar 1963 | Oslo        |
| 5000 m    | 8:09,0 min  | 6. Februar 1963  | Moss        |
| 10.000 m  | 17:18,3 min | 3. Februar 1957  | Oslo        |